# Liste der brasilianischen Botschafter in Kroatien
Die Botschaft befindet sich in Trg Nikole Šubića Zrinskog 10 Zagreb.
| Ernannt       | Name                                  | Bemerkungen      | Mensagem Senado Federal | im Senat des Nationalkongress vorgestellt am | ernannt von               | akkreditiert während der Regierung von | Posten verlassen |
| ------------- | ------------------------------------- | ---------------- | ----------------------- | -------------------------------------------- | ------------------------- | -------------------------------------- | ---------------- |
| 13. Aug. 1997 | Affonso Celso de Ouro-Preto           | Amtssitz in Wien | MSF 93 de 1997          | 16. Juli 1997                                | Fernando Henrique Cardoso | Zlatko Mateša                          |                  |
| 14. Okt. 1999 | Sérgio de Queiroz Duarte              | Amtssitz in Wien | MSF 76 de 1999          |                                              | Fernando Henrique Cardoso | Zlatko Mateša                          |                  |
| 28. Mai 2002  | Roberto Pinto Ferreira Mameri Abdenur | Amtssitz in Wien | MSF 76 de 2002          | 8. Mai 2002                                  | Fernando Henrique Cardoso | Ivica Račan                            |                  |
| 21. Juni 2004 | Celso Marcos Vieira de Souza          |                  | MSF 38 de 2004          | 8. Juni 2004                                 | Luiz Inácio Lula da Silva | Ivo Sanader                            |                  |
| 8. Aug. 2006  | Haroldo Teixeira Valladão Filho       |                  | MSF 150 de 2006         | 2. Aug. 2006                                 | Luiz Inácio Lula da Silva | Ivo Sanader                            |                  |
| 30. Nov. 2009 | Luiz Fernando Gouvea de Athayde       | [ 1 ]            | MSF 163 de 2009         | 22. Sep. 2009                                | Luiz Inácio Lula da Silva | Jadranka Kosor                         |                  |